# Méthode du plan de phase
Dans le domaine de l'étude des systèmes non linéaires, la méthode du plan de phase désigne une technique qui consiste à déterminer graphiquement l'existence de cycles limites. Le plan de phase, applicable uniquement aux systèmes du second ordre, est un tracé dont les axes sont les valeurs que prennent les deux variables d'états, {\displaystyle x_{1}} et {\displaystyle x_{2}} c'est-à-dire {\displaystyle x_{2}=f(x_{1})}.